# Serie B 1939/1940
Soutěžní ročník Serie B 1939/1940 byl 11. ročník druhé nejvyšší italské fotbalové ligy. Konal se od 17. září 1939 do 16. června 1940. Soutěž skončila vítězstvím Atalanty, která se po dvou letech vrátila do nejvyšší ligy. Druhým postupujícím bylo Livorno.
Nejlepším střelcem se stal italský hráč Vinicio Viani (Livorno), který vstřelil 35 branek.

## Události
Opět se hrálo s 18 účastníky a nováčci ze 3. ligy byli: Brescia, Catania, Udinese a Molinella. Z nejvyšší ligy byly přiřazeny kluby Livorno a Lucchese.
Po celou sezonu se ve vedení v tabulce vystřídaly tři kluby. Nováček z Brescie ji vedl 10. a 11. kole, poté se dostala do vedení Atalanta, která vedla do 21. kola. Vedlo i Lucchese a to šest kol, jenže od 30. kola se opět vrátila do vedení Atalanta, která vyhrála sezonu o jeden bod před druhým Livornem. Oba kluby se vrátily do nejvyšší ligy (Atalanta po dvou letech). 
Nováček soutěže z Molinella se naposlední chvíli podařilo přihlásit do soutěže, jenže spolu s Vigevanem, Sanremese a Catanii sestoupili o ligu níže.

## Účastníci
| Klub               | Město       | Stadion                      | Trenér                                      | Minulá sezona                             |
| ------------------ | ----------- | ---------------------------- | ------------------------------------------- | ----------------------------------------- |
| Alessandria        | Alessandria | Campo del Littorio           | Vittorio Faroppa (1.–24. kolo) Otto Krappan | 8. místo v Serii B                        |
| Anconitana-Bianchi | Ancona      | Campo del Littorio           | Giovanni Degni                              | 12. místo v Serii B                       |
| Atalanta           | Bergamo     | Stadio Mario Brumana         | Ivo Fiorentini                              | 3. místo v Serii B                        |
| Brescia            | Brescia     | Stadium di viale Piave       | Evaristo Frisoni                            | 1. místo ve finálové skupině A ve 3. lize |
| Catania            | Catania     | Stadio Cibali                | Mario Sernagiotto (1.–3. kolo) György Orth  | 1. místo ve finálové skupině B ve 3. lize |
| Fanfulla           | Lodi        | Stadio Dossenina             | Giuseppe Marchi                             | 10. místo Serii B                         |
| Livorno            | Livorno     | Stadio Edda Ciano Mussolini  | Pietro Piselli (1.–27. kolo) József Viola   | 15. místo Serii A (sestup)                |
| Lucchese           | Lucca       | Stadio del Littorio          | Virginio Rosetta                            | 16. místo Serii A (sestup)                |
| Molinella          | Molinella   | Stadio Littoriale            | Pietro Genovesi                             | 2. místo ve finálové skupině B ve 3. lize |
| Padova             | Padova      | Stadio Silvio Appiani        | György Kőszegi                              | 9. místo v Serii B                        |
| Palermo            | Palermo     | Stadio Michele Marrone       | Ermenegildo Negri                           | 7. místo v Serii B                        |
| Pisa               | Pisa        | Campo del Littorio           | Aristide Viale (1.–14. kolo) József Ging    | 13. místo v Serii B                       |
| Pro Vercelli       | Vercelli    | Stadio Leonida Robbiano      | Afro De Pietri                              | 6. místo v Serii B                        |
| Sanremese          | Sanremo     | Stadio Littorio              | Renato Cattaneo                             | 11. místo v Serii B                       |
| Siena              | Siena       | Stadio Rino Daus             | Alberto Macchi                              | 4. místo v Serii B                        |
| Udinese            | Udine       | Stadio Moretti               | Eugen Payer                                 | 2. místo ve skupině A ve 3. lize          |
| Verona             | Verona      | Stadio Marcantonio Bentegodi | Giovanni Chiecchi (1.–8. kolo) Sándor Peics | 10. místo v Serii B                       |
| Vigevano           | Vigevano    | Campo Sportivo di Vigevano   | Mario Zanello (1.–17. kolo) Ferenc Hirzer   | 12. místo v Serii B                       |

## Tabulka
| Poř. | Tým                | Z  | V  | R  | P  | VG | OG | B  |
| ---- | ------------------ | -- | -- | -- | -- | -- | -- | -- |
| 1.   | Atalanta           | 34 | 19 | 9  | 6  | 62 | 31 | 47 |
| 2.   | Livorno            | 34 | 21 | 4  | 9  | 84 | 35 | 46 |
| 3.   | Lucchese           | 34 | 18 | 8  | 8  | 63 | 45 | 44 |
| 4.   | Anconitana-Bianchi | 34 | 16 | 9  | 9  | 54 | 34 | 41 |
| 5.   | Siena              | 34 | 15 | 10 | 9  | 49 | 34 | 40 |
| 6.   | Brescia            | 34 | 16 | 8  | 10 | 54 | 39 | 40 |
| 7.   | Alessandria        | 34 | 16 | 6  | 12 | 59 | 41 | 38 |
| 8.   | Padova             | 34 | 15 | 7  | 12 | 69 | 57 | 37 |
| 9.   | Pro Vercelli       | 34 | 14 | 6  | 14 | 62 | 67 | 34 |
| 10.  | Udinese            | 34 | 14 | 5  | 15 | 60 | 57 | 33 |
| 11.  | Fanfulla           | 34 | 12 | 8  | 14 | 45 | 44 | 32 |
| 12.  | Pisa               | 34 | 11 | 9  | 14 | 54 | 62 | 31 |
| 13.  | Verona             | 34 | 12 | 7  | 15 | 41 | 56 | 31 |
| 14.  | Palermo            | 34 | 11 | 7  | 16 | 39 | 69 | 29 |
| 15.  | Molinella          | 34 | 10 | 6  | 18 | 42 | 62 | 26 |
| 16.  | Vigevano           | 34 | 9  | 5  | 20 | 44 | 70 | 23 |
| 17.  | Sanremese          | 34 | 6  | 9  | 19 | 27 | 60 | 21 |
| 18.  | Catania            | 34 | 3  | 13 | 18 | 24 | 69 | 19 |

Poznámky
- Z = Odehrané zápasy; V = Vítězství; R = Remízy; P = Prohry; VG = Vstřelené góly; OG = Obdržené góly; B = Body
- za výhru 2 body, za remízu 1 bod, za prohru 0 bodů.
- při rovnosti bodů se rozhodovalo na základě poměru gólů (vstřelené góly ÷ obdržené góly).

|  | Postup do Serie A |
|  | Sestup do Serie C |